# 神戸新交通2000型電車
- 神戸新交通2000型電車
- 神戸新交通2000形電車

神戸新交通2000型電車（こうべしんこうつう2000がたでんしゃ）は、2006年（平成18年）に登場した神戸新交通のAGT（新交通システム）車両。
本項では、2016年（平成28年）に登場した2020形電車および2018年（平成30年）より改造工事を受け登場した2000A形電車についても記述する。

## 概要
2006年（平成18年）2月2日より、ポートアイランド線延伸線開業に伴う輸送力増強を目的として営業運転を開始した車両で、すべての車両がポートアイランド線で運用される。2000型の型式称号は、2000年代の新型車両であることに由来する。
ポートアイランド線は、国内で唯一浮沈式分岐方式を採用する路線であり、1981年（昭和56年）の開業当初から同線で運行されている8000型と同様に、川崎重工業車両カンパニーが車両製造を行った。この方式に対応する車両は、8000型と本系列のみである。
2008年（平成20年）より、老朽化した8000型車両の置き換えと輸送力増強を目的に2000型改良型（2次車）が順次登場。2016年（平成28年）より、さらなる輸送力増強を目的に2020形電車が登場した。さらに2018年（平成30年）からは混雑緩和を目的として、2000型2次車に改造工事を施した2000A形電車が順次登場した。
なお、本形式の車両表記について、2000型登場時や、2009年（平成21年）の8000型引退イベント時、当時の公式ホームページ等では「2000型」と表記されていたが、2014年（平成26年）の車両増備に関する公式プレスリリースや2020形登場時、2023年現在の公式ホームページ等では「2000形・2000A形・2020形」と表記されている。

## 車両概説
従来車両の8000型と比べて、空港までの到着時分短縮等の輸送力増強を図りながら、技術進歩による機器構成の簡素化などによる車内空間の拡大、乗り心地など旅客サービスの向上、バリアフリーの強化、さらなる安全性向上、環境に配慮した省エネルギー対策などが行われている。
当型式が運用されるポートアイランド線では、運用によっては三宮駅に到着する度に車両の向きが変わるため、車両の向きは一定していない。本項では、2100形(Mc1)を前方として表記する。
本項では、2000型1次車登場時の仕様を基本として記述し、次車別・形式別の区分については別途記述する。

### 車体
車両デザインは神戸と空港をコンセプトとし、外装は無塗装の軽量ステンレス鋼（SUS304）製で裾絞り形状の幅広車体を採用。車体前面はブラックフェイス仕上げで、3次曲線を用いたラウンドした先進的なデザイン、車体側面の中間部にコーポレートカラーであり、環境のやさしさと神戸の山並みをイメージしたグリーンと海をイメージしたブルーの側面帯、上部に空港・空をイメージしたブルーの側面帯、窓部分にグレーの幅広帯を巻いている。グリーンの側面帯は車体前面まで回り込む。8000型では非常用貫通扉横に配されていた社章・路線のロゴマークは配されておらず、よりシンプルな外装となっている。車体側面下部には、8000型と同様に車両番号を KNT-2*** と表記している。
8000型と同じく折りたたみはしご付きの非常用貫通扉を前面中央に配置し、側面中央に空気式ベルト駆動方式の開口幅 1,400mm の両開き乗降扉を1つずつ配置。自動制御で戸閉を行うためすべての扉に戸挟検知機能（幅の狭いものまで検知できるテープスイッチ式戸先スイッチ）および戸閉保安機能を有している。各車両の側面上部両端に換気口が吸気・排気それぞれ2つある。連結幌は株式会社ジャバラ製。
側窓は、運転席横の窓ガラスを除いて1枚の緑色の大型窓ガラスとなり、窓の開閉はできない固定窓となった。運転席横の窓ガラスのみ横2枚構造で、手動運転時のホームドア操作のために先頭側が横に開くようになっている（通常は施錠され開かない）。前面の窓ガラスは緑色の大型曲面ガラスを使用し、車体に合わせて流線形となっている。扉の窓ガラスは左右対称の五角形で特徴的な形を採用している。

### 車内設備
当形式投入時には、車内空間を最大限拡大できるようポートアイランド線の建築限界と車両限界を見直し、車両の設計を行った。車体側方の腰部を 110mm 拡幅し、機器類の小型化で機器収納ロッカーを廃止させることによって8000型より車内空間が広がり、車内幅を 135mm 拡大した 2,280mm へ、車内高さを 125mm 拡大した 2,115mm となった。通路幅は 900mm 確保することで、混雑時にも乗客が車両の奥へ入りやすくなるよう設計されている。また、8000型まであった床下機器の点検用扉を無くし、床全面がフラットになっている。
車内デザインは神戸の「まち」をイメージするエレガントな空間を意識し、内壁は明るいベージュ色、床敷物は空港の滑走路をイメージしたグレーのストライプ模様を採用した。座席の配色は背ずりに神戸市の花である「あじさい」、座面には神戸市の木である「さざんか」をイメージした紫色系の表地となっている。車内の床敷物はすべて滑りにくいものを採用しているが、出入口部は表面に縞目加工を施しより滑りにくいものとしたほか、すべての手摺り等にヤマニシ製のクッション材を保護材として巻き付けるなど、安全対策も施されている。
座席はシートピッチ 850mm のクロスシートが2+1列で配置されている。8000型ではロングシートであったが、オールクロスシートの配置とすることで室内搭載機器を座席下に収納することができ、8000型で車内を占用していた客室機器ロッカーが無くなったことで客室空間を拡大させている。また、各車両には日時、時間設定可能なロック機構を持った補助シートを設置しており、ラッシュ時間帯等、多客時に混雑緩和を図ることができる設計となっている。
各座席には、8000型には無かった荷物棚と座席配置に合わせたフリーストップ型のカーテンを設置。また、空港利用時等の大きな荷物を置くためのフリースペースを全車両の扉付近に2箇所ずつ設けており、非常停止ボタンが備え付けられている。フリースペースのうち1箇所は車椅子スペースとし、インターホン型に変更された通話装置が設置されている。乗降扉付近の天井は、乗降の妨げにならないよう8000型と同様につり革代わりのサークルタイプの握り棒が設置されているが、従来と形状が異なる。
車内案内表示装置としては、各車両の全乗降扉上に3色LEDによるのフリーパターン式が設置され、1両に2箇所、1箇所に2台（2段）設置し、1両あたり計4台設けることで、それぞれに個別の案内を表示させることができる。案内言語は日本語・英語・中国語・韓国語の4か国語に対応している。その両隣には、扉の開方向予告表示灯を設けている。扉が開閉する直前にドアブザーが鳴動するようになっている。自動案内放送は日本語と英語で行われている。
空調装置（CU203SA形）は床下に室外機を2台、床上に室内機を2台搭載したセパレート方式である。容量は空調機1台あたり8.72 kW（7,500 kcal/h）で、1両あたりでは17.44 kW（15,000 kcal/h）である。なお、すべての窓が固定窓であることから、強制換気装置を採用している。

#### 運転台

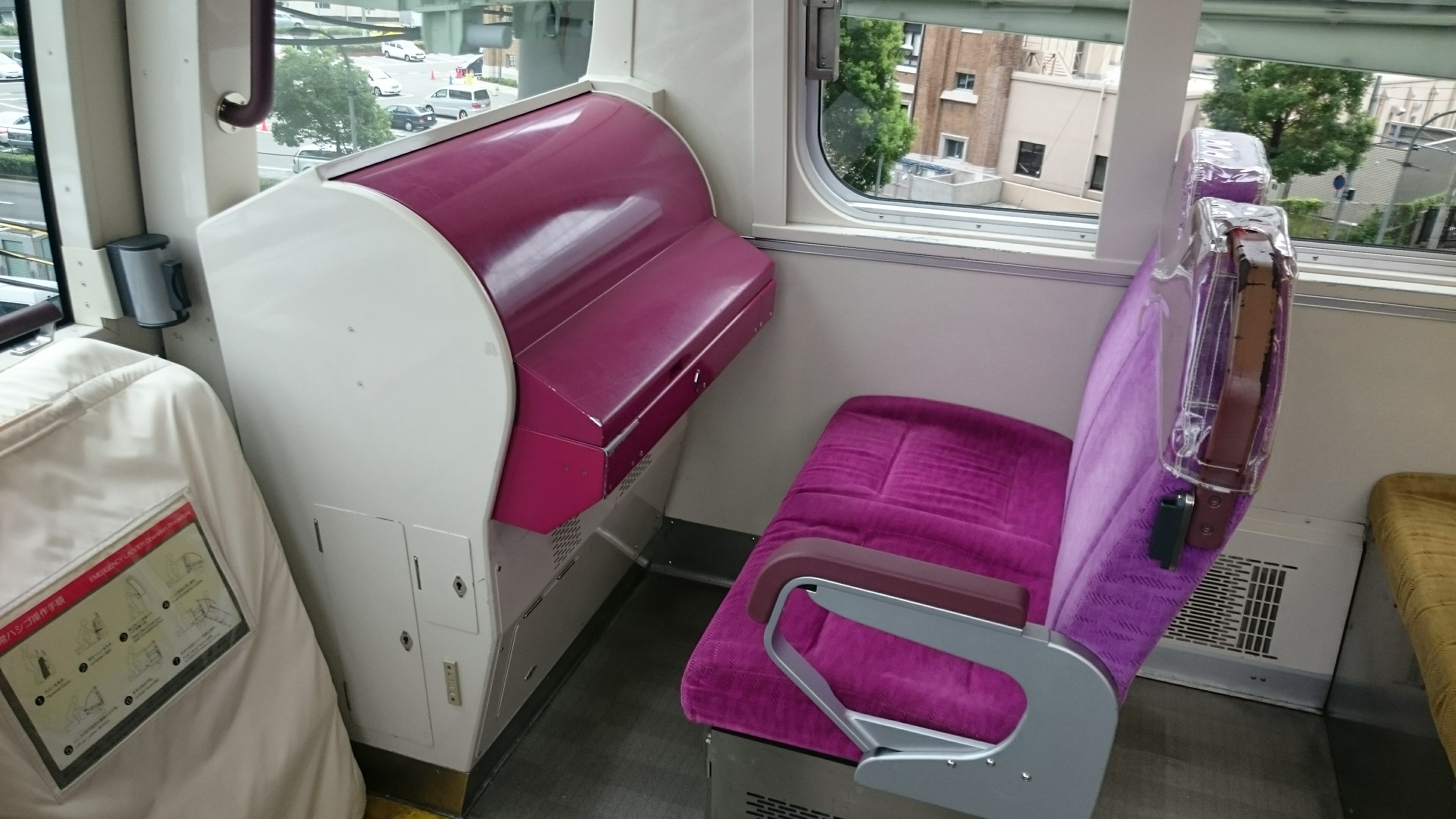
運転台と運転席（2次車）

先頭車両には運転席があるが、通常は無人運転で運用されるため乗務員室は仕切られておらず、誰でも運転席に座ることができる。ただし、運転台はカバーが閉められ、施錠されている。運転台は速度計・圧力計等の計器類や各種表示灯を液晶モニターに集約したグラスコックピット構造を採用した。計器盤にはタッチパネル式液晶ディスプレイが2台設置されており（メーター表示器とKNTモニター表示器）、テーブル面右側にワンハンドルマスコン、左側に操作ボタン類、その他の場所に連絡用無線機や車内放送用のマイク等が配置されている。また、EB装置が導入されており、手動運転時に50秒以上の操作が行われない場合に自動的にブレーキがかかる仕組みとなっている。

### 主要機器
全電動車（6M）だが、各車2軸のうち1軸のみ主電動機が装備されており、実質的なMT比は3M3T相当となっている。車両制御装置は神戸新交通として初めてCI制御（PWMコンバータ + VVVFインバータ制御（三菱電機製・IGBT素子3レベル電圧形PWM・1C1M2群制御）が採用され、PWMコンバータ装置とVVVFインバータ装置を1つのユニットにまとめた主変換装置（CI装置）により、力行時には電車線から主変換装置を介して主電動機に電流を流すが、減速時には必要なブレーキ力を演算して主電動機から主変換装置を介して電車線に電流を返す回生ブレーキを併用する（ベクトル制御・純電気ブレーキ対応）。主電動機は1時間定格 110kW のかご形三相誘導電動機が各車両に1基ずつ搭載されている。力行指令は8000型の電圧指令から、六甲アイランド線（六甲ライナー）用の1000型で採用した電流指令へ変更したことにより、牽引力の段階指令が可能、乗り心地が向上した。
ブレーキ装置は、8000型と同様に電気指令式の多段中継弁方式であるが、常用ブレーキの制御段数を7段から14段に細分化し、電気ブレーキ不足時の補足ブレーキもきめ細かく制御することで乗り心地の向上を図る設計としている。保安ブレーキ、駐車ブレーキ付きの空油変換式ディスクブレーキを全車両に搭載している。空気圧縮機は往復型単動2段圧縮式HS-5形（吐出量450 L/min）を両先頭車に装備する。
補助電源装置は40 kVA容量を持つ三相変圧器で、三相交流550Vを入力電圧として交流220V（25 kVA）と交流110V（15 kVA）を出力するものである。このほか、整流器による直流100V出力がある。蓄電池は焼結式ベント型アルカリ蓄電池を編成で2基搭載しており、並列2重系とすることで、片側が故障してももう片側から給電できる構成としている。蓄電池の容量は1時間率で 40Ah の超高率放電型とし、停電時でも30分以上保安機器に電源を投入できる。また、留置停電時の蓄電池の切り離しや、運転再開時の蓄電池投入操作については、司令所より可能となっている。連結器は、両先頭は密着連結装置 (CSD95)、その他は半永久型連結装置 (CSE81)を搭載している。
また、全車両に列車情報管理装置 (KNT Train Information Management System) を搭載しており、力行・ブレーキ・ドア指令等を一括管理し、制御指令を行うほか、0.2秒ごとに運転状況を記録する機能を備えている。通常は自動列車運転装置 (ATO) とパターン付き自動列車制御装置 (ATC) により自動運転が行われている。自動運転時では、ATCで受信した速度制限範囲内でATOにより加速・減速ともに28段階のノッチ指令を出すことができる。ATOには定位置停止装置 (TASC) も搭載。すべての装置は多重系でフェールセーフ構造としており、安全を確保している。また、ATCの付加機能として、末端駅（神戸空港駅1番線）へ高速の進入を可能にする過走防護機能 (ORP) 、列車走行中の扉開を防止する停止検知機能、上り坂での起動時等で列車のずり下がりを検知する後退検知機能を有している。

#### 台車

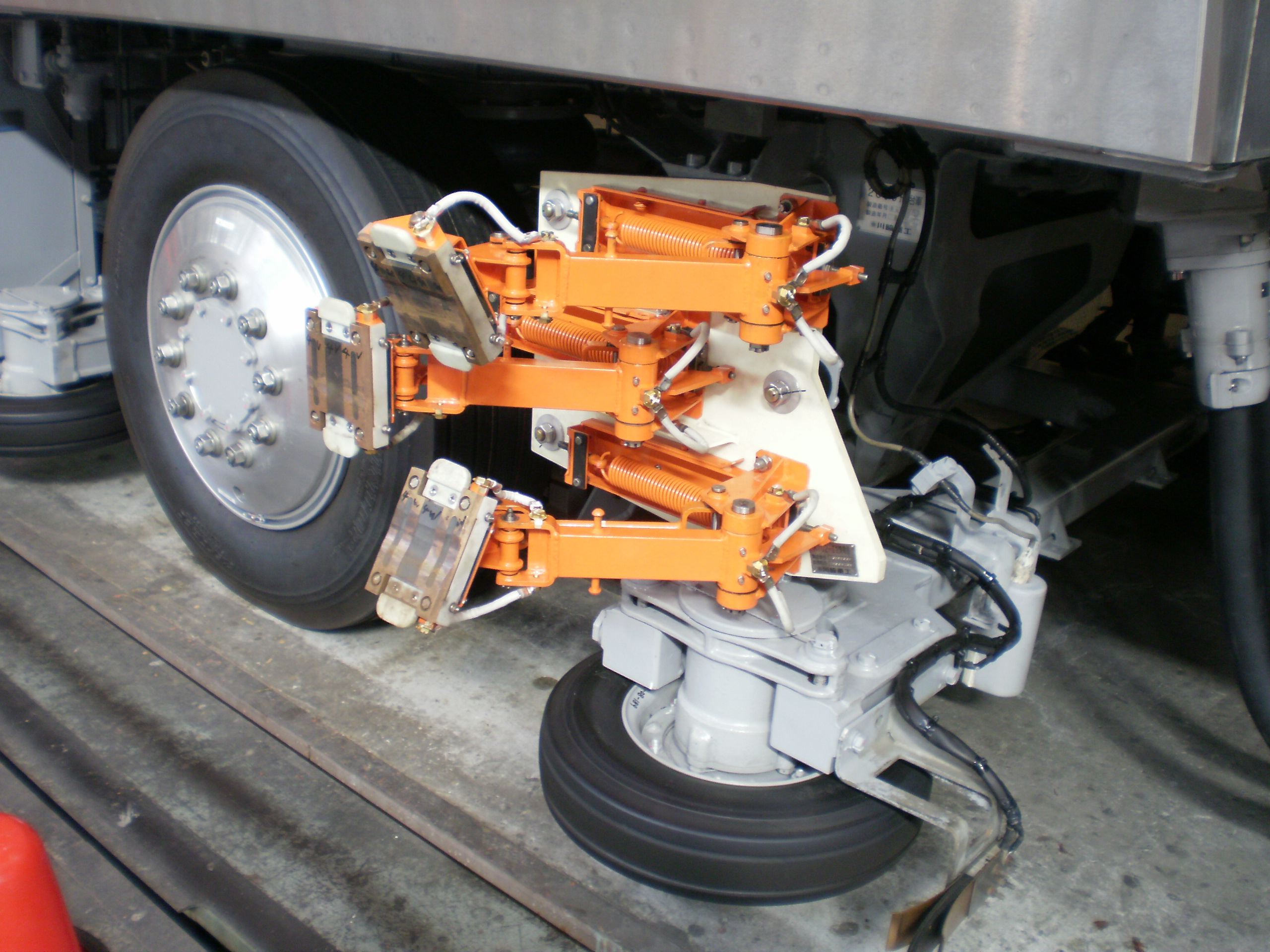
ゴムタイヤ・案内輪・集電装置等が配置されている台車（2次車）

台車は、前後両側案内操舵式（4案内輪式）の一軸ボギー台車とし、前後進切換装置を起因とした故障が発生しない。また、ボギー台車とすることで高速走行時の安定性を向上させ、運転速度 70km/h 走行に対応している。なお、新型台車の導入にあたっては、事前に動台車と従台車を1台ずつ試作し、8000型に装着して走行試験を実施することによる検証が行われた。車両1両あたり電動台車と付随台車を1台ずつとしており、2100形・2200形・2500形・2600形の場合は編成中央寄りに電動台車、編成先頭寄りに付随台車を装着している。2300形・2400形の場合はその逆である。
走行車輪は、8000型の 1,050mm より小さい直径 940mm の小径タイヤを採用することにより、車両床面高さを8000型より 30mm 低くし、プラットホーム床面と車両乗降口の段差は、8000型の最大 50mm から 20mm まで縮小されている。また、8000型で採用されたウレタン充填ゴムタイヤから、六甲アイランド線（六甲ライナー）用の1000型で採用された中子式チューブレス窒素ガス入りゴムタイヤに変更された。これにより乗り心地の向上、騒音の低下、タイヤの更新費用が半減された。パンクに備えタイヤパンク検知装置を搭載し、タイヤ内の中子と呼ばれる鉄製の補助輪で車両基地までの走行が可能。走行車輪の前後にある案内車輪はウレタン充填ゴムタイヤ（ノーパンクタイヤ）である。車両の先頭台車には除雪装置として除雪ブラシが搭載されている。
集電装置は、強度アップと小型化を図った川崎重工製の3線バネ圧式が採用され、中間2車両を除いた4車両の付随台車にオレンジ色のアームを3つずつ搭載している。

## 形式別概説

### 2000型
ポートアイランド線延伸線開業に伴い運用開始し、全17編成102両が製造された。8000型は全12編成が在籍していたが、神戸空港開港やポートアイランド内での相次ぐ大学の開校および企業の増加などで旅客需要が増加しているために8000型よりも多く製造されている。
2000型の導入費用は1編成（6両）あたり約6億円である。

#### 1次車
2113 - 2115編成が該当する。下2桁の車両番号は当時在籍していた8000型の続番のため、第13編成から第15編成の3本。改良型（2次車）と区別するために公式ホームページ等で「1次車」と表記される。
初回製造分として、2005年（平成17年）11月より3編成18両が製造され、2006年（平成18年）1月30日に報道関係者による試乗会を実施。同年2月2日のポートアイランド線延伸線開業時より営業運転を開始した。
座席は2人掛けにボックスシートが採用されている。優先座席は各車両の扉付近に4人分設け、座席イメージに合わせて同色系の優先席ピクトグラム入り枕カバーで座席指定を行っていたが、現在は黄色の枕カバーに変更されている。また、投入当初あった補助シートの金属型枠はのちに撤去され、ラッシュ時は使用できないことを示すプレートが取り付けられた。
2018年（平成30年）頃より、前照灯と尾灯が2020形と同様のLEDへ変更されている。

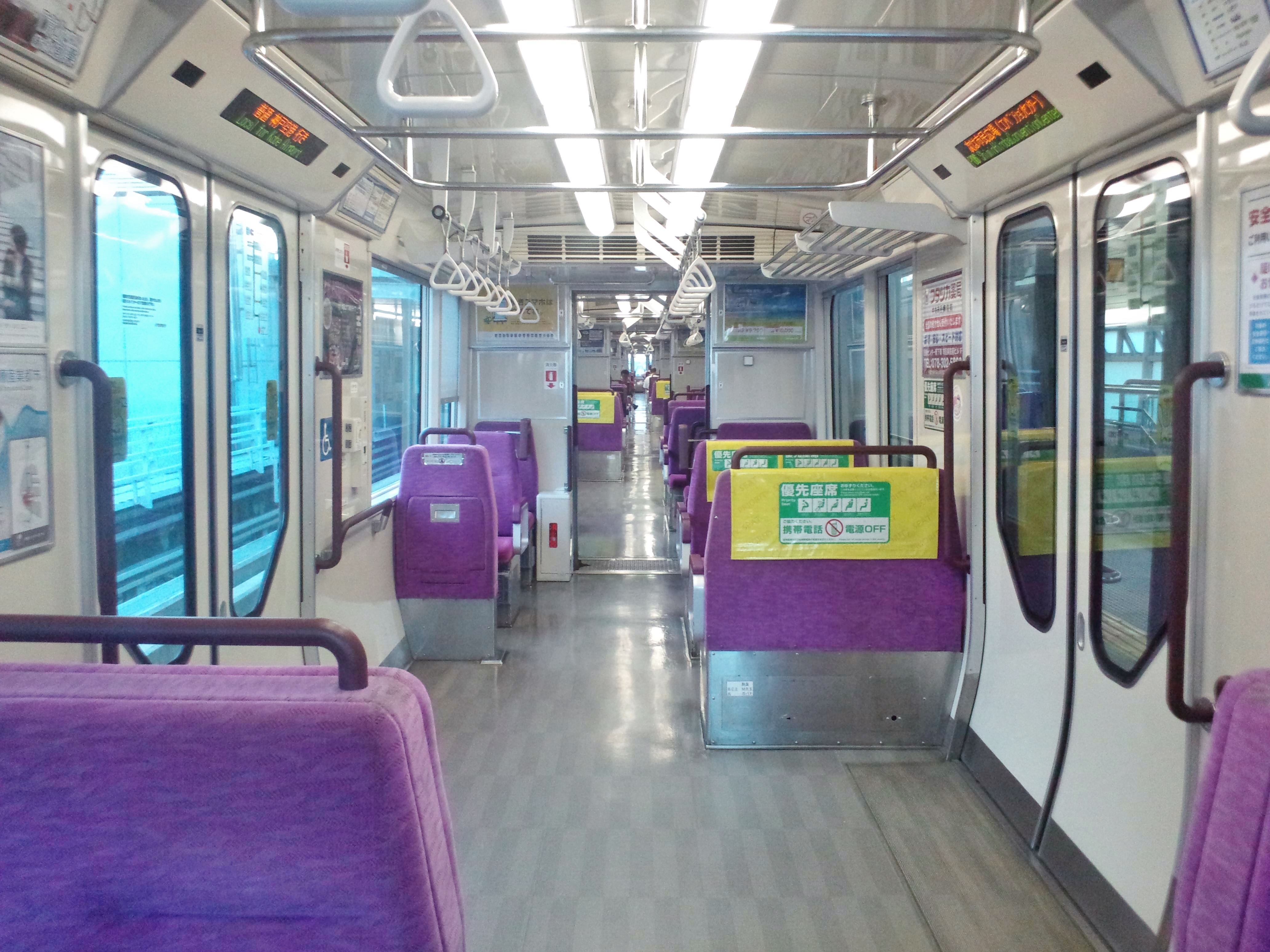
1次車の車内
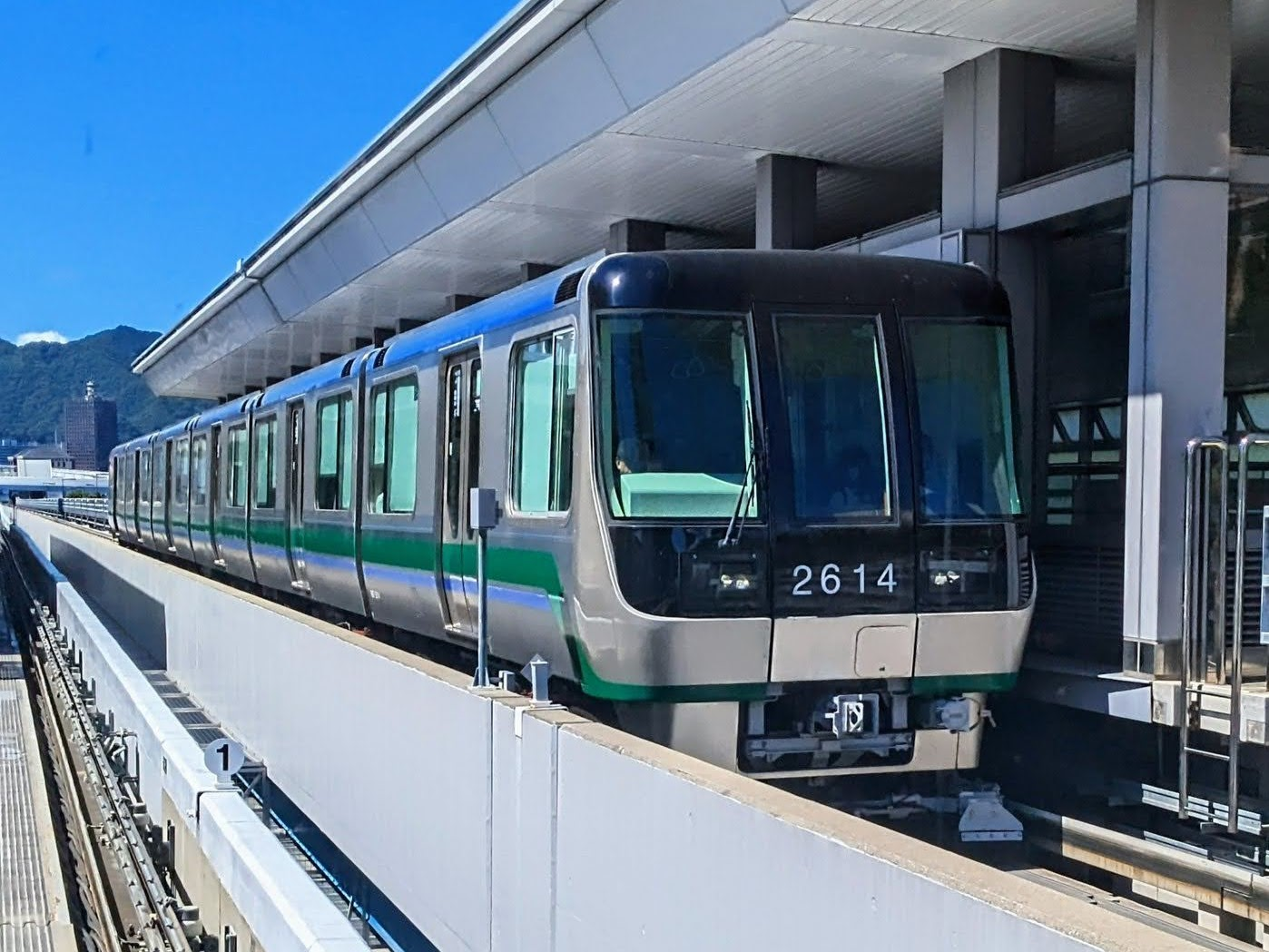
前照灯交換後の1次車外観

#### 2000型改良型（2次車）
2101 - 2112編成、2116 - 2117編成が該当する。
2008年（平成20年）3月より、老朽化した8000型の置き換えと輸送力増強を目的として順次営業運転を開始した。第1編成から第12編成と第16・第17編成の14本が該当する。2000形量産車と表記される場合もある。2008年2月28日早朝に川崎重工兵庫工場から中埠頭車両基地に1編成目が乙種輸送された。2018年（平成30年）からの改造により全編成が2000A形（後述）に改造されている。
1次車との変更点は、外観は前照灯が角型から丸型HIDランプに、後部標識灯（尾灯）も丸型LEDに変更。屋根にはビードが付けられた。また、各車両の側面上部両端にある換気口の形状が変更され、床下機器が一部変更（小型化）されているほか、台車の形状を変更し軽量化させたことで定員の増加に対応している。
座席は、1次車のボックスシートから、扉方向に向く固定クロスシート（先頭車は先頭向き）に変更し、1次車より定員が増加した。座席形状はバケットシートになり、背もたれに角度がつくほか、2人掛け座席の頭部シートが分割されるなど座り心地の向上が行われている。固定クロスシート化による座席位置変更により、窓のブラインド分割位置も変更されている。また、シートの上部分には透明のカバーがかけられており、背面裏側ポケットに広告が入るようになったほか、利用者の少ない2人がけ座席上部の荷物だなを廃止しそこを広告スペースにするなど、広告スペースの拡大も行われている。優先座席のモケットは黄色に変更され、優先座席の存在が明確となった。乗降扉床面が注意喚起を促す黄色に変更、握り棒の形状の変更など安全面での配慮も行われた。座席下の暖房器具は1次車と異なり壁側に設置されている。2014年3月ごろより肘掛けが更新されている。
また、消火器を収納する箱が突出していないこと、運転席の仕切りがパイプ式からベルト式になったこと、運転台はモニター画面の内容が左右逆になり、ボタンの配置が若干変更されたことなどがあげられる。

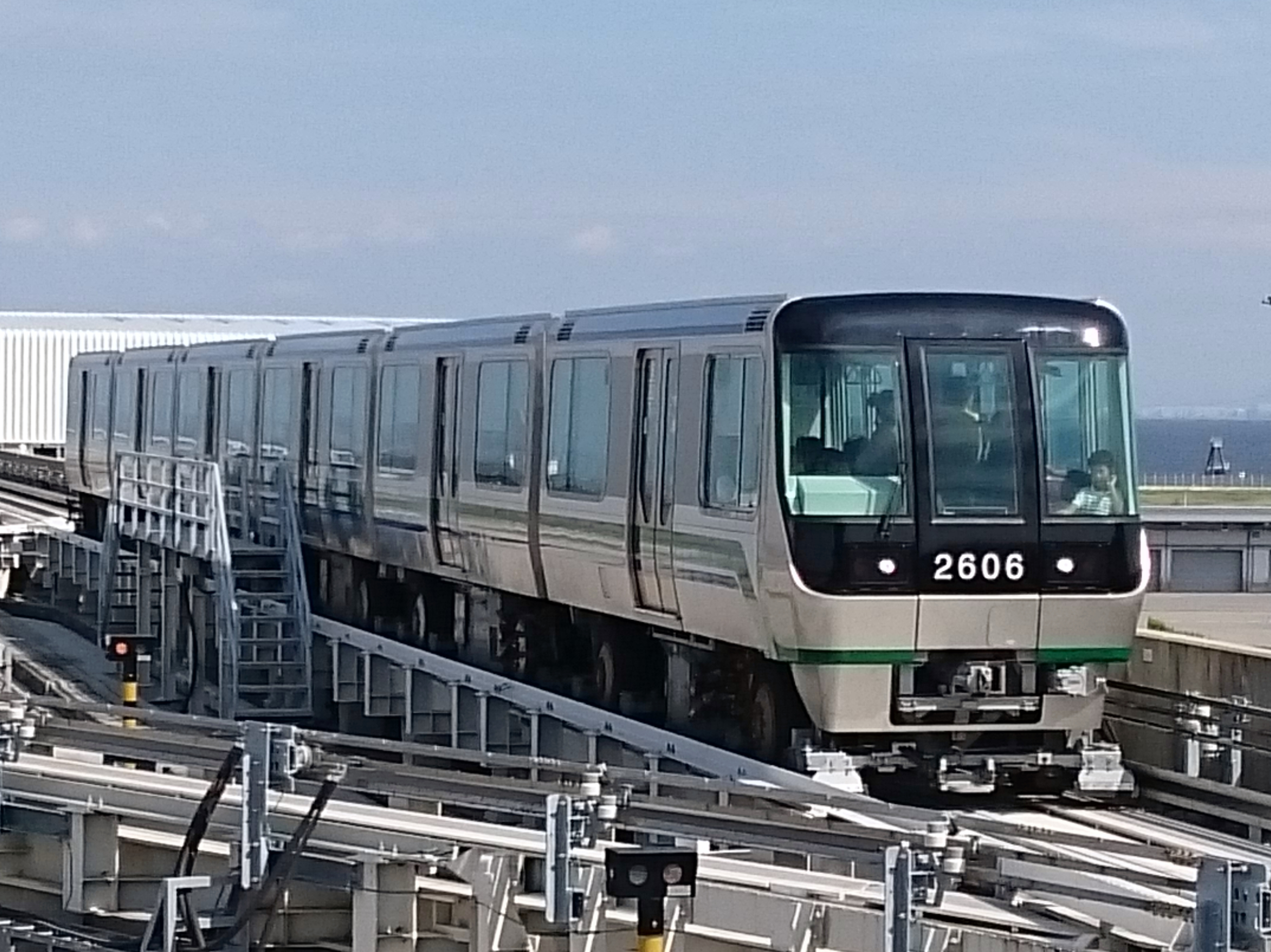
2次車登場時の外観
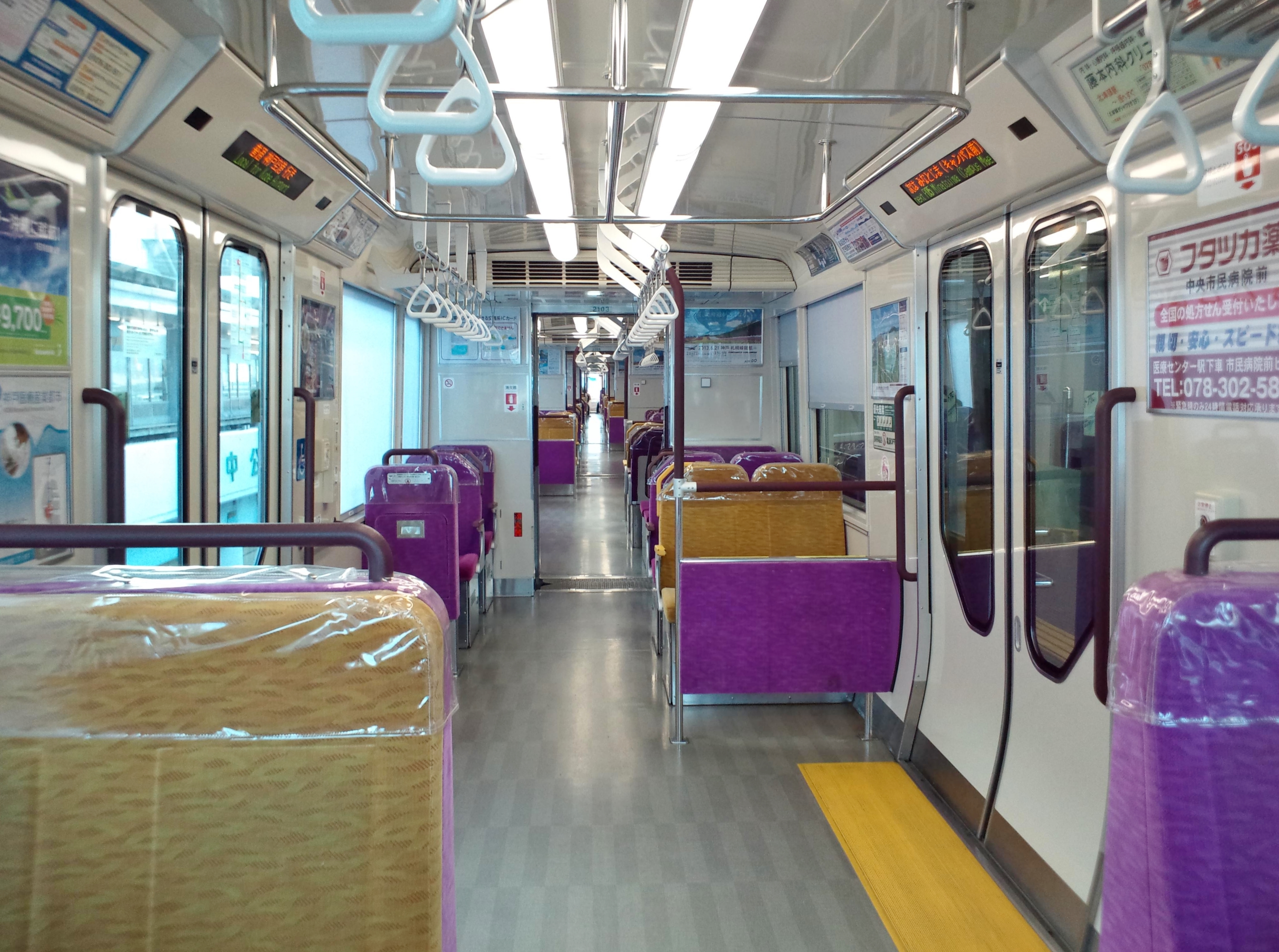
2次車の車内

#### 2000形改造車両（2000A形）
2018年（平成30年）4月より、平日朝ラッシュ時の混雑緩和を目的として、固定座席の一部を跳ね上げ式座席に変更した改造車両を投入した。2000型2次車をベースとし、先に投入した2020形（後述）と同様の座席配置へ改造することにより、実質的な車両の収容能力が1編成あたり約30人（乗車率約10％相当）増加することが確認されている。1か月1編成のペースで改造され、2019年（令和元年）5月までに全14編成が改造された。この改造車両は、公式プレスリリースでは「2000形改造車両」といった表記であったが、車両銘板や公式ホームページ等で「2000A形」と表記されている。
2019年（令和元年）頃より、前照灯が多灯式LEDへ変更されている（2020形とは異なる形状）。

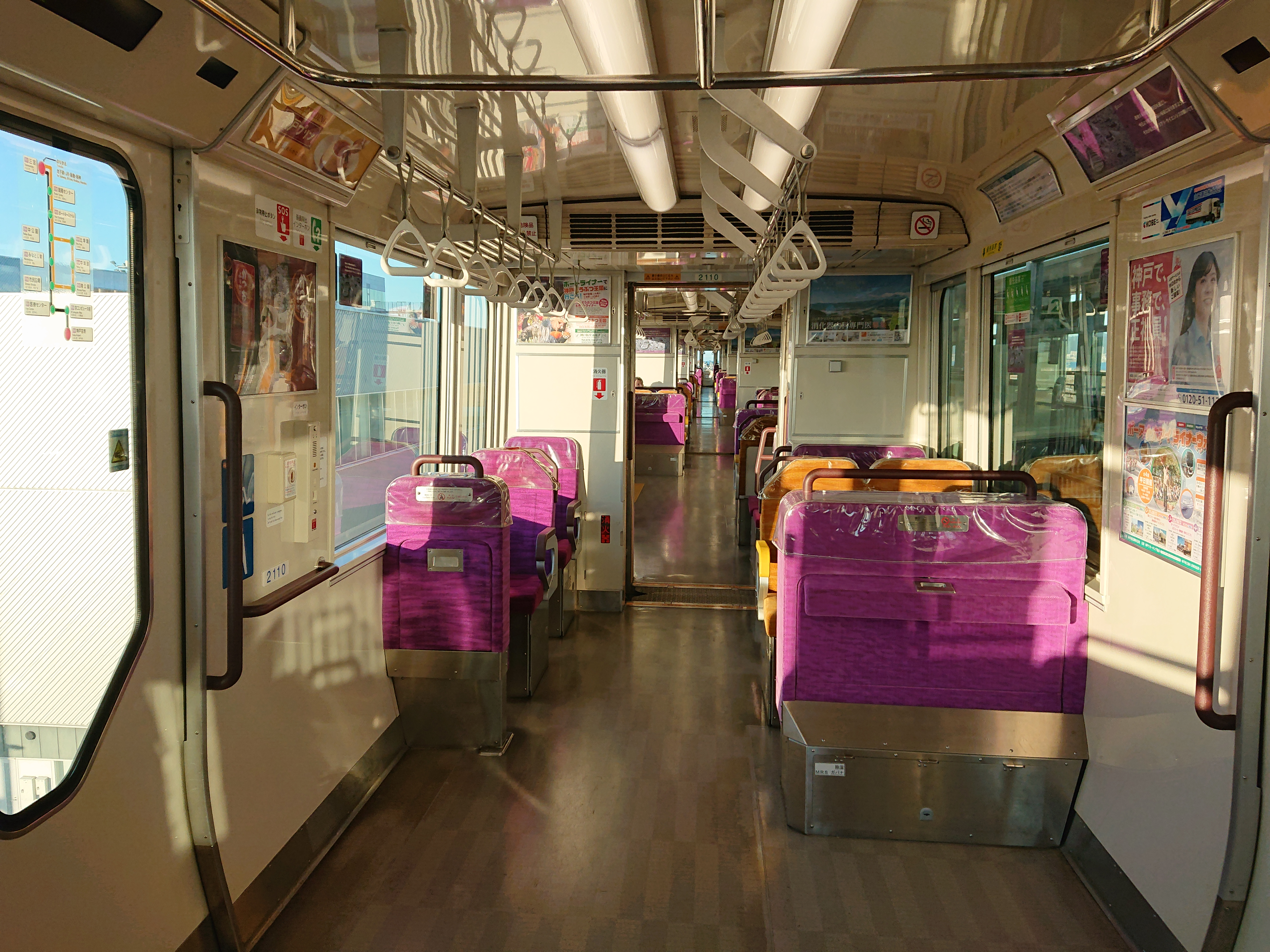
2000A形の車内

### 2020形（3次車）
2120編成と2121編成が該当する。
さらなる輸送力の増強のため、2020形を2編成12両増備、2016年（平成28年）2月12日にお披露目、3月19日に営業運転を開始した。当初は新型車両が開発される予定であったが、早急に混雑緩和を行うため、現行車両（2000型）をベースとしたモデルチェンジを行うことにより1年前倒し投入されることとなった。車体は従来型と同一ながら、車内外の仕様を一部変更したため、2020形とし編成番号は新たに20から番号を振られた。マイナーチェンジ車両のため「3次車」と記載される場合もある。2015年（平成27年）より8000型や2000型と同じく川崎重工業車両カンパニーで製造された。なお、当車両の納入に伴い中埠頭車両基地の最大収容両数に到達し、これ以上の増備ができなくなった。そのため中埠頭車両基地の改造または神戸空港島への新たな車両基地の建設計画が再浮上している。
2020形の導入費用は2編成（12両）で13億2,000万円である。
2000型を基本とし、車内環境やバリアフリー化、省エネルギー化等にさらに配慮した車両となっている。
外装カラーはこれまで通り空・海・山をイメージしたブルー・グリーンを基本としている。編成それぞれでカラーリングが設定されており、第20編成がブルー、第21編成がグリーンである。これまでブラックであった車両前面と、細いブルーラインであった窓上の側面帯、無塗装であった乗降扉はそれぞれの編成カラーとなった。車体側面中央部はブルーとグリーンのグラデーションの側面帯を巻いており、これまでよりも太く鮮やかな色合いとなった。なお、車体前面まで回り込むグリーンラインや、窓部分のグレーの幅広帯は当型式では配されていない。前照灯は左右各2灯のLEDへと変更、後部標識灯（尾灯）は2000型2次車で一度丸型となったものを1次車と似た角型のLEDとなった。
主要機器で大きな変更はないものの、VVVFインバータ装置が更新され、省エネルギーが図られている。車両発車時の磁励音も2000型より高音となり特徴的であったが、のちに第20編成のみ2000型と同様の磁励音に変更されている。
車内は、やさしい印象とするために床敷物をグレー基調から淡いピンク基調とした。明確化するため車椅子スペース部のみ床敷物の柄が異なる。車両乗降口は2000型よりさらに 4mm 低くなっており、車椅子やベビーカーの車輪が通行しやすいよう、タイヤの通行部分に合わせて下レールを左右各 19cm 切り欠いている。連結部の床は注意喚起を促す黄色へと変更した。室内灯をすべてLED照明化し省エネルギー・長寿命化を図った。つり革は一部3列に増加し、乗降扉付近の天井にあるつり革代わりの握り棒はさらに中央に1本追加。車椅子スペースでは小さい子供などのために手すりを2段へと増加させた。座席は、2000型2次車と同様の2+1列のクロスシートであるが、混雑緩和を図るために乗降扉付近の2人席を1列減少、跳ね上げ式の補助シートへ変更したことで、実質的な車両の収容能力が2000型2次車より増加している。空調にプラズマクラスター発生装置を全車両に取り付けた。
各扉上の車両案内表示装置は、19.2インチの液晶ディスプレイ（LCD）式へ変更し、視認性を向上させて路線図の表示も可能となった。これまであった扉開予告表示灯は、車内案内表示装置で表示されるため省略され、代わりに乗降扉の鴨居下に赤色LEDによる扉開閉予告灯が設置された。扉開閉時にはこれまでのドアブザーの後に扉が開閉しながらドアチャイムが鳴動し、開いている間は盲導鈴が鳴り続ける。開閉する直前・開閉しながら・開いている間のすべてのタイミングで音が鳴るのは全国的にも稀である。

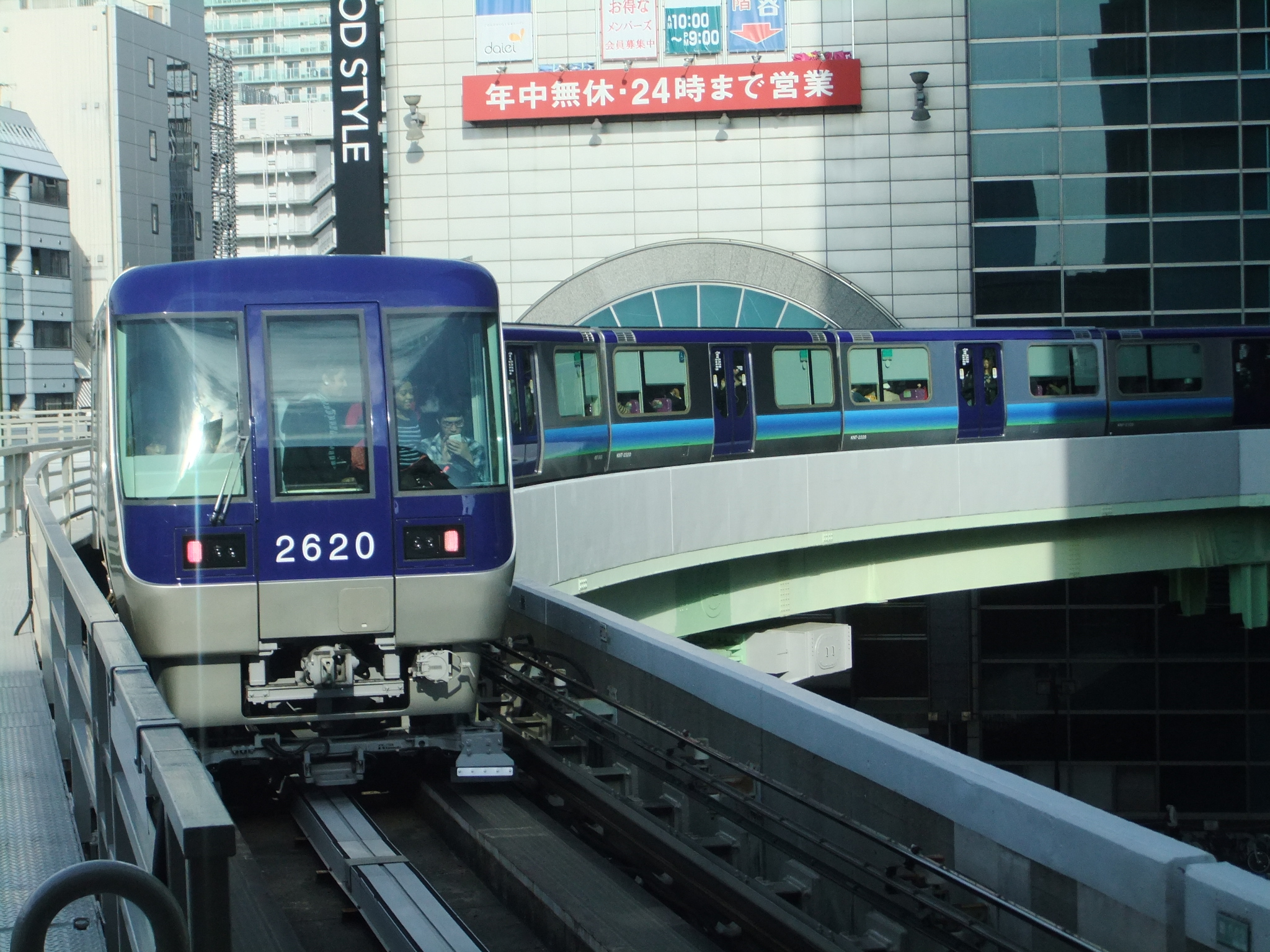
2020形2020編成
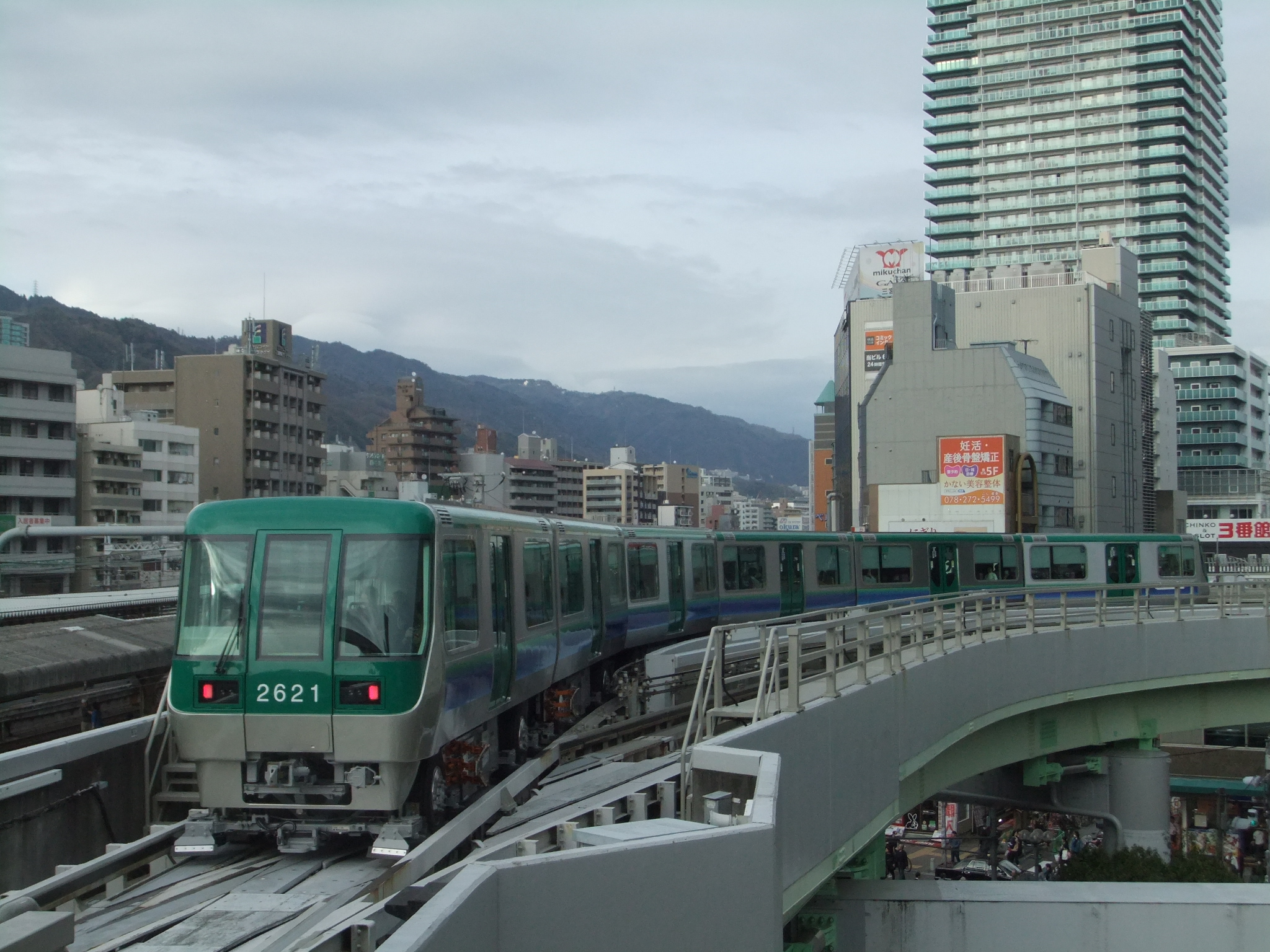
2020形2021編成
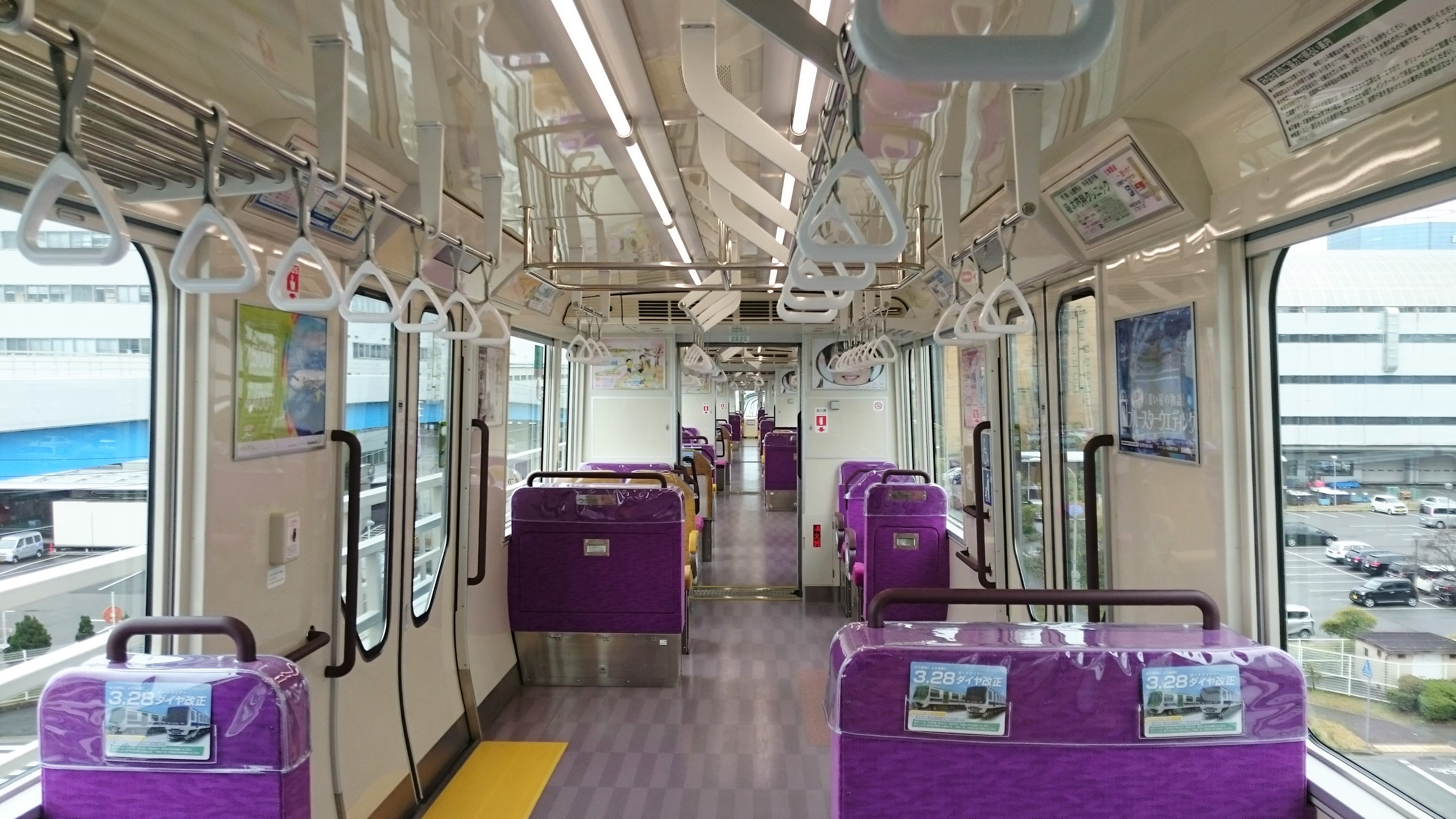
2020形の車内
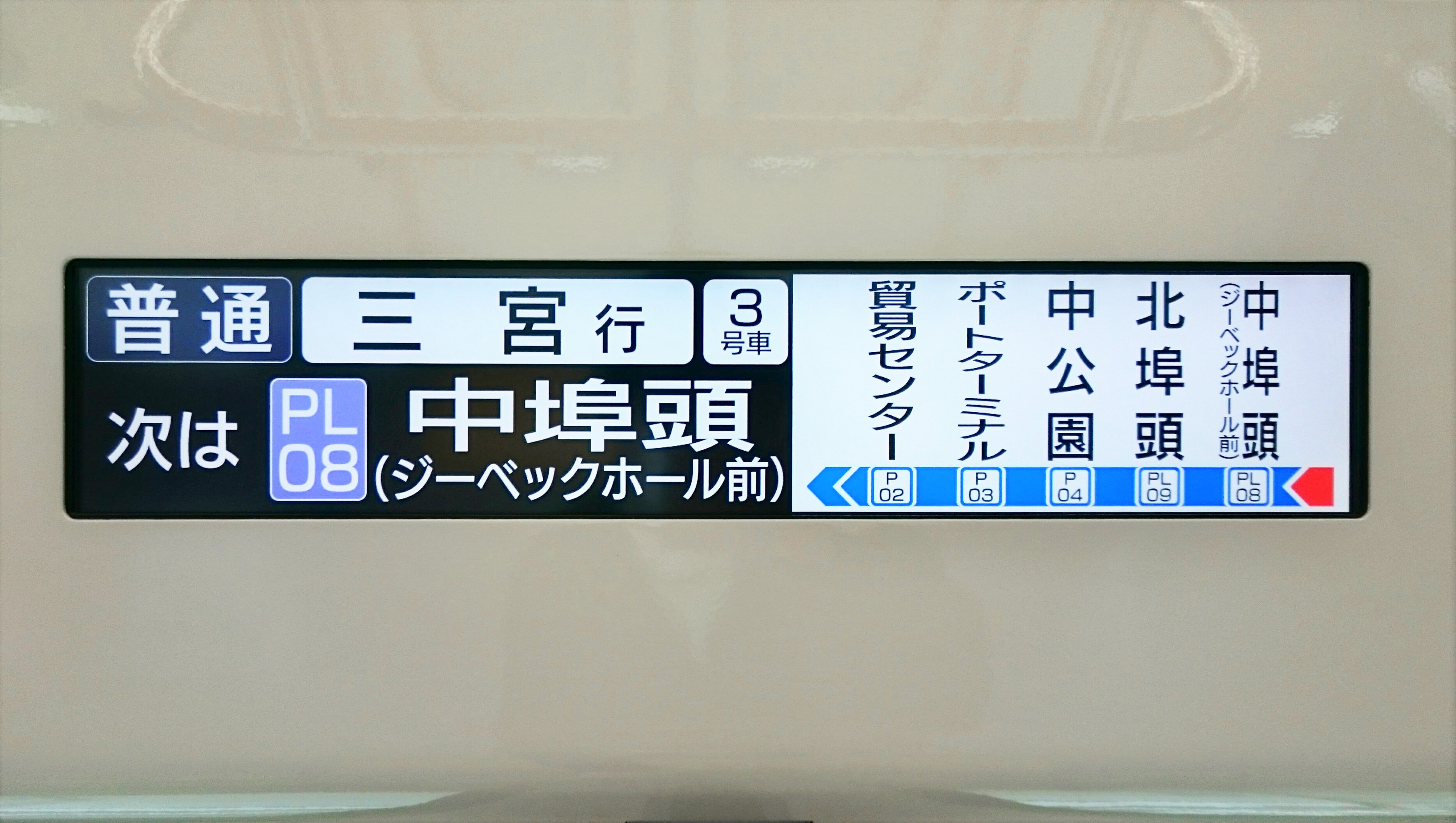
LCD式車両案内表示装置（快速種別休止前）
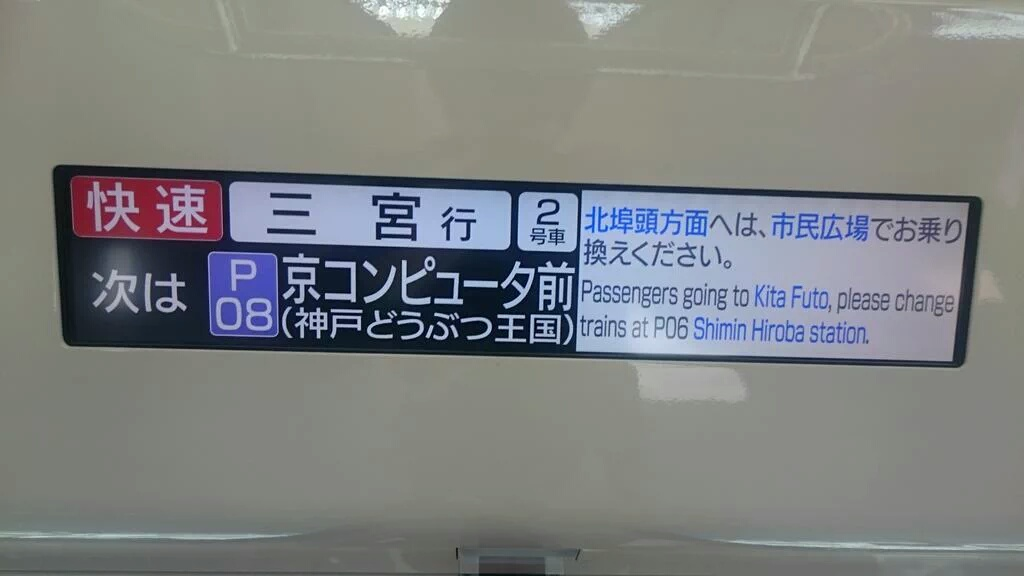
LCD式車両案内表示装置（快速表示）（快速種別休止前）

## 編成
車両番号の付与方法は、千の位で2000型を表す「2」を、百の位で号車番号を、十ならびに一の位で編成番号を示す。

### 型式
主電動機、駆動装置、制動装置、列車情報管理装置はすべての型式に搭載されている。
2100形 (Mc1)
制御電動車。運転台、空気圧縮機、補助電源装置、集電装置などが搭載されている。
2200形 (M1)
中間電動車。車両制御装置、集電装置などが搭載されている。
2300形 (M2)
中間電動車。蓄電池、列車検知装置、列車無線装置、非常発報装置などが搭載されている。弱冷車。
2400形 (M3)
中間電動車。車両制御装置、自動列車運転装置、自動列車制御装置などが搭載されている。弱冷車。
2500形 (M4)
中間電動車。車両制御装置、集電装置などが搭載されている。
2600形 (Mc2)
制御電動車。運転台、空気圧縮機、補助電源装置、集電装置などが搭載されている。

### 編成表
2016年4月1日現在。編成番号13,14,15は1次車、編成番号20,21は3次車（2020形）、その他は2次車（全編成が2000A形へ改造済）。
| 号車      | 号車 | 1      | 2      | 3      | 4      | 5      | 6      | 製造次数          | 製造時期      |
| 型式      | 型式 | 2100形 | 2200形 | 2300形 | 2400形 | 2500形 | 2600形 | 製造次数          | 製造時期      |
| 区分      | 区分 | Mc1    | M1     | M2     | M3     | M4     | Mc2    | 製造次数          | 製造時期      |
| 編成 番号 | 1    | 2101   | 2201   | 2301   | 2401   | 2501   | 2601   | 2次車 （2000A形） | 2008年7月9日  |
| 編成 番号 | 2    | 2102   | 2202   | 2302   | 2402   | 2502   | 2602   | 2次車 （2000A形） | 2008年8月8日  |
| 編成 番号 | 3    | 2103   | 2203   | 2303   | 2403   | 2503   | 2603   | 2次車 （2000A形） | 2009年3月2日  |
| 編成 番号 | 4    | 2104   | 2204   | 2304   | 2404   | 2504   | 2604   | 2次車 （2000A形） | 2009年3月4日  |
| 編成 番号 | 5    | 2105   | 2205   | 2305   | 2405   | 2505   | 2605   | 2次車 （2000A形） | 2009年3月5日  |
| 編成 番号 | 6    | 2106   | 2206   | 2306   | 2406   | 2506   | 2606   | 2次車 （2000A形） | 2009年7月1日  |
| 編成 番号 | 7    | 2107   | 2207   | 2307   | 2407   | 2507   | 2607   | 2次車 （2000A形） | 2009年5月7日  |
| 編成 番号 | 8    | 2108   | 2208   | 2308   | 2408   | 2508   | 2608   | 2次車 （2000A形） | 2008年9月12日 |
| 編成 番号 | 9    | 2109   | 2209   | 2309   | 2409   | 2509   | 2609   | 2次車 （2000A形） | 2009年6月5日  |
| 編成 番号 | 10   | 2110   | 2210   | 2310   | 2410   | 2510   | 2610   | 2次車 （2000A形） | 2008年5月7日  |
| 編成 番号 | 11   | 2111   | 2211   | 2311   | 2411   | 2511   | 2611   | 2次車 （2000A形） | 2008年5月26日 |
| 編成 番号 | 12   | 2112   | 2212   | 2312   | 2412   | 2512   | 2612   | 2次車 （2000A形） | 2008年6月17日 |
| 編成 番号 | 13   | 2113   | 2213   | 2313   | 2413   | 2513   | 2613   | 1次車             | 2006年2月2日  |
| 編成 番号 | 14   | 2114   | 2214   | 2314   | 2414   | 2514   | 2614   | 1次車             | 2006年2月2日  |
| 編成 番号 | 15   | 2115   | 2215   | 2315   | 2415   | 2515   | 2615   | 1次車             | 2006年2月2日  |
| 編成 番号 | 16   | 2116   | 2216   | 2316   | 2416   | 2516   | 2616   | 2次車 （2000A形） | 2008年3月19日 |
| 編成 番号 | 17   | 2117   | 2217   | 2317   | 2417   | 2517   | 2617   | 2次車 （2000A形） | 2009年10月1日 |
| 編成 番号 | 20   | 2120   | 2220   | 2320   | 2420   | 2520   | 2620   | 3次車 （2020形）  | 2016年3月4日  |
| 編成 番号 | 21   | 2121   | 2221   | 2321   | 2421   | 2521   | 2621   | 3次車 （2020形）  | 2016年3月4日  |

## その他
- 2009年（平成21年）10月16日から11月8日まで、8000型の引退を記念し、8000型では「さよなら8000型」のヘッドマーク、2000型では「ありがとう8000型」のヘッドマークを全編成に掲出した[33][34]。
- 2012年（平成24年）2月頃に、全編成に神戸空港開港6周年記念イベント「LOVE AIRPORT」をPRするヘッドマークが掲出された[35]。
- 2015年（平成27年）7月11日に、神戸どうぶつ王国の建国1周年を記念して、ミーアキャットなどの小動物や鳥と触れ合う貸切列車「神戸どうぶつ王国列車」が三宮駅～京コンピュータ前駅（現・計算科学センター駅）間の片道1本で運行された。また、翌年2016年（平成28年）7月2日には同区間片道2本で運行され、ベニコンゴウインコやヒツジなどが飼育員とともに乗車した[36]。
- 2015年（平成27年）頃より2108編成の2108、2208で一時LED室内灯の試験設置が行われていた。

- 2015年（平成27年）11月1日から11月30日まで、2108編成と2110編成に「こうべ歯と口の健康づくりプラン」のラッピング「イー歯ライナー」が施されていた[37][38][39][40]。
- 2017年（平成29年）1月13日から3月末まで、2120編成と2121編成に「神戸開港150年」記念ヘッドマークと車内窓ステッカーが掲出された[41][42]。このヘッドマークは、神戸市内に路線を持つ山陽電気鉄道、神戸電鉄、北神急行電鉄、神戸新交通、神戸市交通局の5社局合同で掲出された[43]。

- 2018年（平成30年）7月21日から8月31日まで、2111編成に神戸どうぶつ王国の建国4周年を記念したラッピング特別列車「王国列車～KINGDOM TRAIN～」が運行された[44][45]。

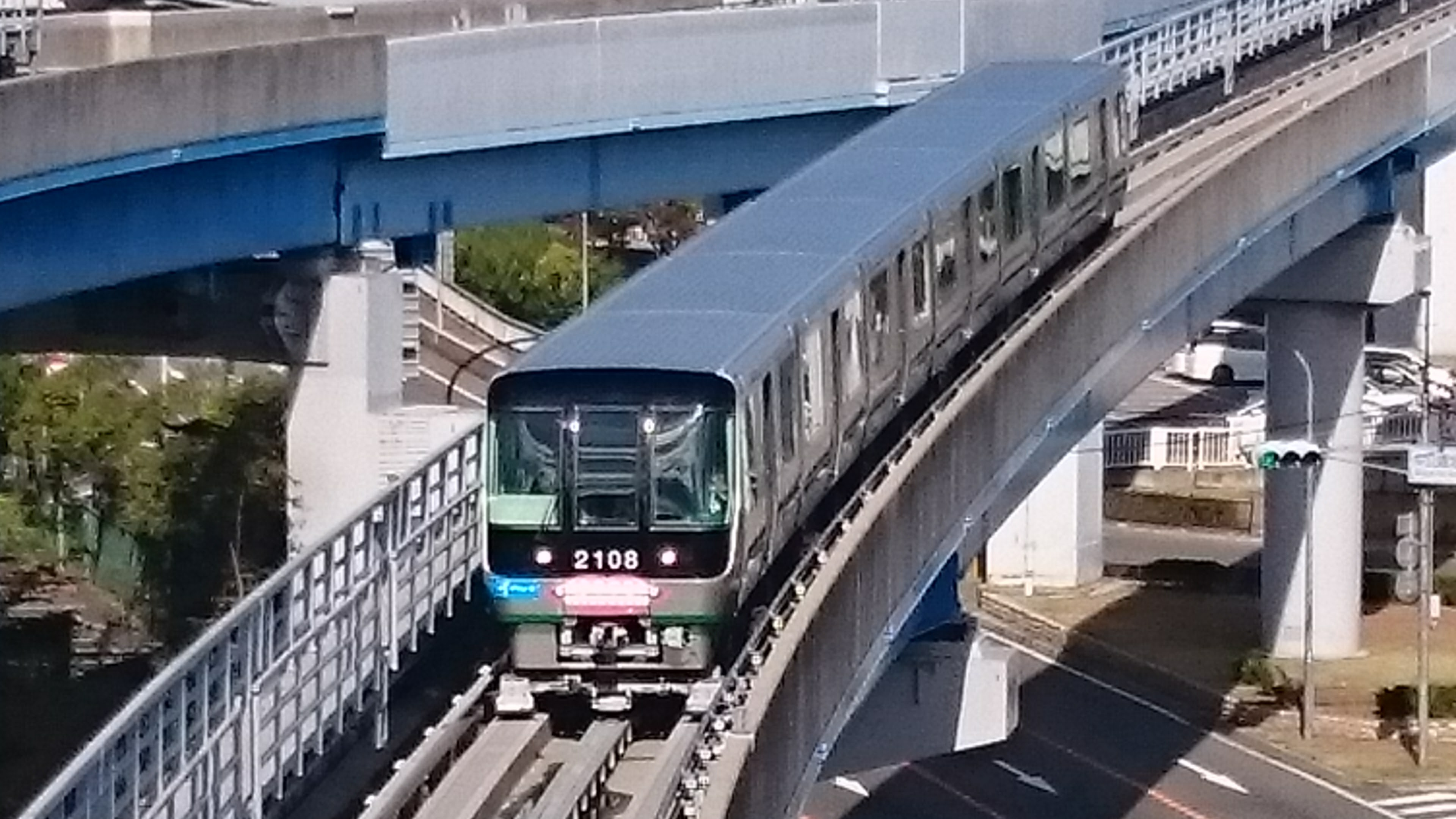
車両側面に配されたグレーの幅広帯の上から、神戸新交通社章のロゴマークが配されることがあった。2016年（平成28年）頃には2605の左側面[* 15]戸袋部両側に、2020年（令和2年）頃には2114の左側面戸袋部向かって左側に配されたが、それぞれしばらく経った後に剥がされている。
- 2019年（令和元年）度から、順次車内防犯カメラが設置された。
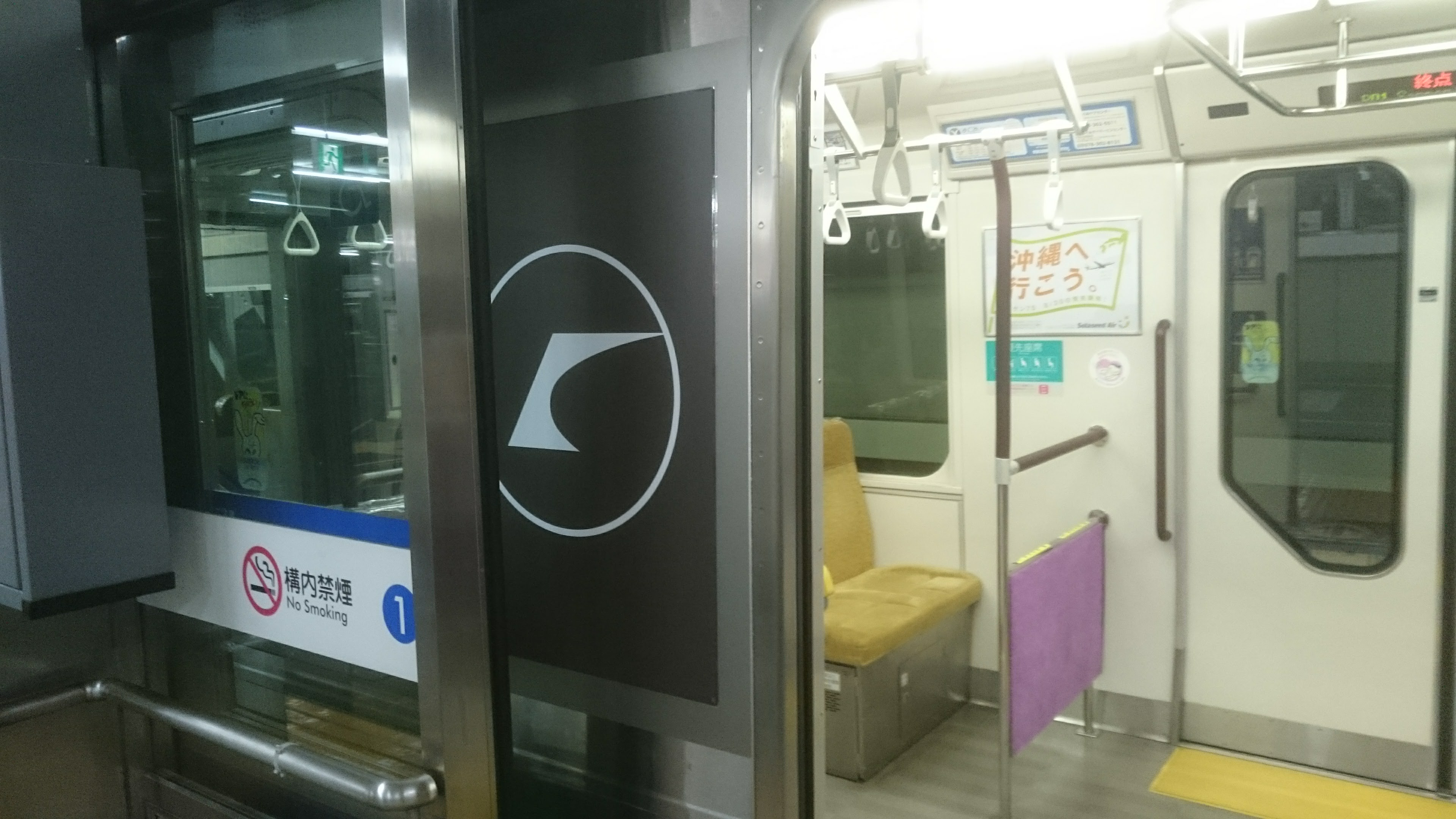
2020年（令和2年）6月頃から、「富岳 祝世界第一位」記念ヘッドマークが掲出された[46]。
- 2020年（令和2年）7月に、全車両で抗ウイルス・抗菌加工が施された[47]。
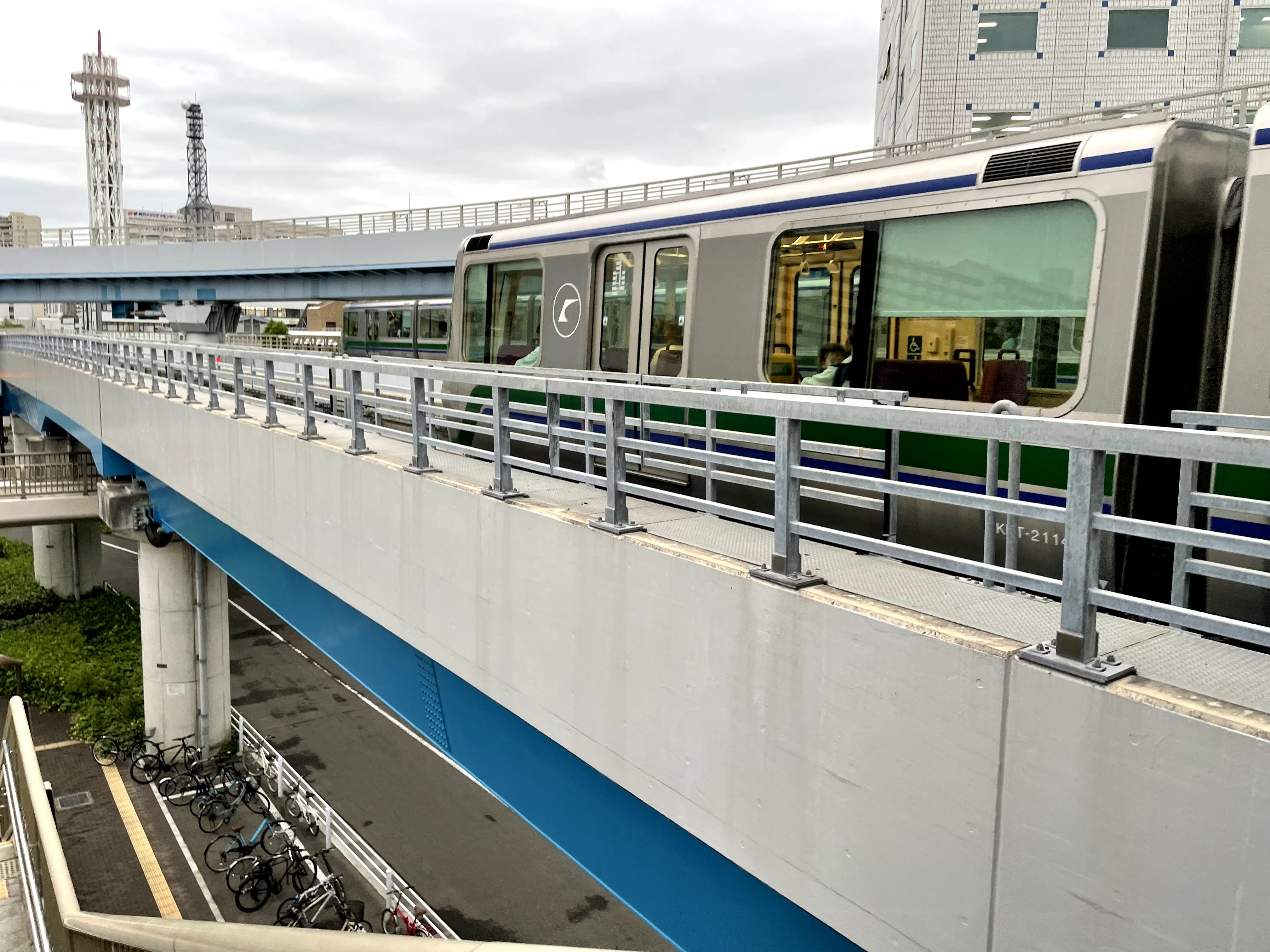
2021年（令和3年）10月14日から11月30日まで、2120編成と2121編成に「ポートライナー開業40周年」記念ヘッドマークが掲出された[48][49]。  - 「イー歯ライナー」ラッピング車両（2015年）
  - 社章ロゴマークが貼り付けられた2605戸袋部（2016年）
  - 社章ロゴマークが貼り付けられた2114戸袋部（2021年）